# Modernisme
Modernisme is het totaal van vernieuwende stromingen in de kunsten in de westerse maatschappij die vanaf het eind van de 19e eeuw opkwamen als reactie op  het estheticisme en realisme in de toenmalige kunst. Vanaf de tweede helft van de twintigste eeuw ging het modernisme over in het postmodernisme, dat deels een reactie op en deels een radicale voortzetting van het modernisme is. Vooral na de Eerste Wereldoorlog komen de modernisten in verzet tegen de traditionele opvattingen en vormen van kunst, architectuur, literatuur, geloof, sociale organisatie en het dagelijks leven. De moderne roman, het moderne toneel, de architectuur en de poëzie moesten vernieuwd worden zodat zij de moderne geïndustrialiseerde maatschappij beter weerspiegelden.

## Achtergrond
De term modernisme in de voornoemde betekenis werd, in de Spaanse vorm modernismo, voor het eerst gebruikt door de Nicaraguaanse dichter Rubén Darío in een Guatemalteeks literair tijdschrift, in 1890. Darío wilde met de nieuwe, modernistische school literaire onafhankelijkheid van Spanje bewerkstelligen; hij leunde hierbij vooral op de Franse stromingen van zijn tijd.
Vooruitgangsdenkers uit de 17e eeuw als Francis Bacon en René Descartes worden echter ook al tot de modernisten gerekend. Met terugwerkende kracht is het begrip modernisme verder toegepast op schrijvers/filosofen die nog eerder leefden, zoals Michel de Montaigne.

## Deelgebieden
Modernisme heeft vele betekenissen die elkaar soms zelfs min of meer uitsluiten, maar als geest van moderniteit die kunst, architectuur en literatuur vernieuwde heeft het specifiek betrekking op het volgende:
- in de schilderkunst was al sinds de Parijse Le Salon des Refusés uit 1863 een vernieuwing op gang gekomen: op aansturen van Napoleon III kregen schilderijen die geweigerd waren in de officiële salon een tweede kans. Het waren de impressionisten die voor het eerst als groep een eigen 'salon' inrichtten, omdat ze met hun werken geweigerd werden op de officiële Parijse salon. In de 20e eeuw vallen ook kunststromingen als expressionisme, dada, kubisme en surrealisme onder modernisme;
- in de architectuur verwijst het (o.a.) naar het functionalisme, het nieuwe bouwen en de internationale stijl, waarbij het functionele voorrang heeft op de vorm (de 'woonmachine' van Le Corbusier), met in België de architect Léon Stynen. Het ornament wordt verlaten ten gunste van sobere, geometrische basisvormen, platte daken en het gebruik van moderne materialen zoals gewapend beton;
- in de literatuur waren het vooral Angelsaksische schrijvers die ageerden tegen de traditionele 19e-eeuwse literatuur en de vernieuwing op gang brachten, zoals William Butler Yeats, T.S. Eliot, Ezra Pound en James Joyce. Onder de niet - Engelstalige auteurs zijn vooral de Fransman Marcel Proust en de Duitser Thomas Mann van belang. Het literaire hoogtepunt is wel het jaar 1922, toen zowel Eliots gedicht The Waste Land als Joyce' roman Ulysses verschenen.

## Doelstellingen van de beweging

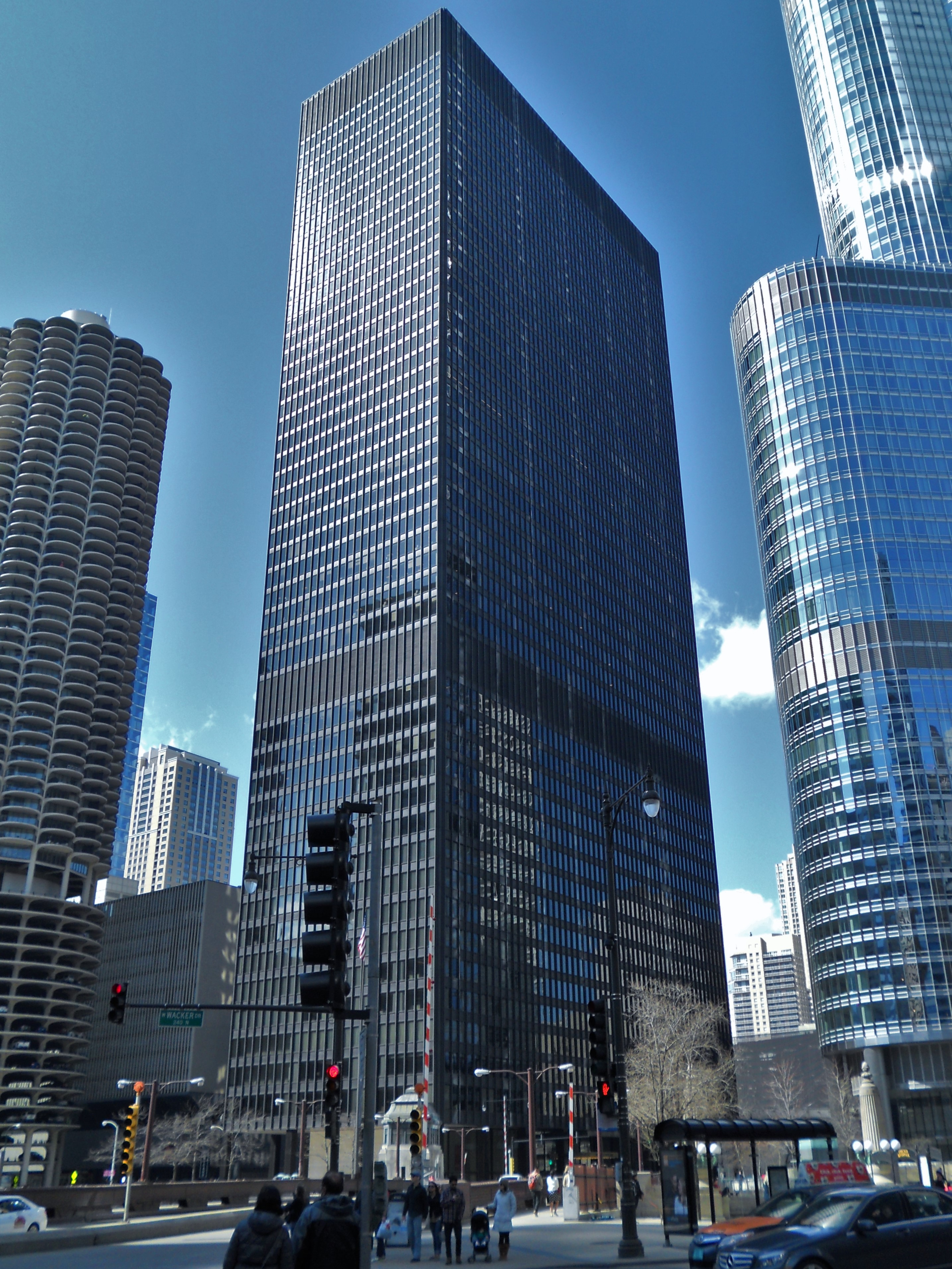
IBM building in Chicago. Mies van der Rohe

Veel modernisten waren van mening dat de verwerping van de traditie mogelijkheden zou opleveren om nieuwe manieren voor het maken van kunst te ontdekken. Zo wees Arnold Schönberg de traditionele tonale harmonie in de muziek af, een georganiseerde manier van componeren die de muziek minstens 150 jaar had gedomineerd. Hij geloofde dat hij een geheel nieuwe manier had gevonden om geluiden te organiseren, met gebruikmaking van de twaalftoontechniek. Abstracte kunstenaars, geïnspireerd door het voorbeeld van de impressionisten, alsook door Paul Cezanne en Edvard Munch, begonnen met de veronderstelling dat kleur en vorm de essentie van kunst uitmaakten, en niet de nabootsing van de natuur. Wassily Kandinsky, Piet Mondriaan en Kazimir Malevich geloofden allen in het herdefiniëren van kunst als een arrangement van pure kleur. De fotografie had feitelijk de uitbeeldende, mimetische functie van de beeldende kunst overgenomen. Kunstenaars geloofden ook dat een afwijzing van de uitbeelding van de materie de kunst op een hoger niveau bracht, van een materialistische naar een spiritualistische fase.
Andere modernisten, met name degenen die betrokken waren bij design, hadden een meer pragmatische visie. Modernistische architecten en ontwerpers waren van mening dat met de nieuwe technologie de traditionele bouwstijlen van het gebouw verouderd waren. Le Corbusier dacht dat een gebouw diende te fungeren als "een machine om in te wonen", analoog aan auto's, die hij zag als machines om te reizen. Designers die deze 'machine-esthetiek' volgden, verwierpen bijna elke vorm van decoratie en gaven de voorkeur aan het benadrukken van geometrische vormen. De wolkenkrabber, zoals de Seagram Building van Ludwig Mies van der Rohe in New York (1956-1958), werd het archetype van het modernistische gebouw. Ook het ontwerp van modernistische huizen en meubels benadrukte eenvoud en duidelijkheid van vorm, een sober en ruimtelijk ogend interieur, en de afwezigheid van rommel.
In andere kunsten waren pragmatische overwegingen minder belangrijk. In de literatuur en de beeldende kunsten trachtten de kunstenaars de traditie te doorbreken door de lezer/beschouwer te verrassen en zijn verwachtingspatroon te doorbreken. Het is alsof ze ermee willen bereiken dat de consument de moeite zou nemen om zichzelf over zijn eigen vooroordelen te bevragen. De kunstcriticus Clement Greenberg zette zijn theorie van het modernisme uiteen in zijn essay 'Avant-Garde and Kitsch'. Daarin noemt Greenberg de producten van de consumentencultuur "kitsch", omdat het ontwerp gewoon gericht was op behagen, en daaraan werden alle andere 'functies' van het kunstwerk opgeofferd.
Van eensgezindheid in standpunten was eigenlijk onder de modernisten geen sprake. Sommige modernisten zagen zichzelf als onderdeel van een revolutionaire cultuur, maar de meesten waren apolitiek. Anderen, zoals T.S. Eliot, wezen gewoon de massacultuur af vanuit een conservatief standpunt. Sommigen stelden dan weer dat het modernisme in de literatuur en de kunst functioneerde ten behoeve van een elitecultuur die de rest van de bevolking uitsloot.

## In de literatuur

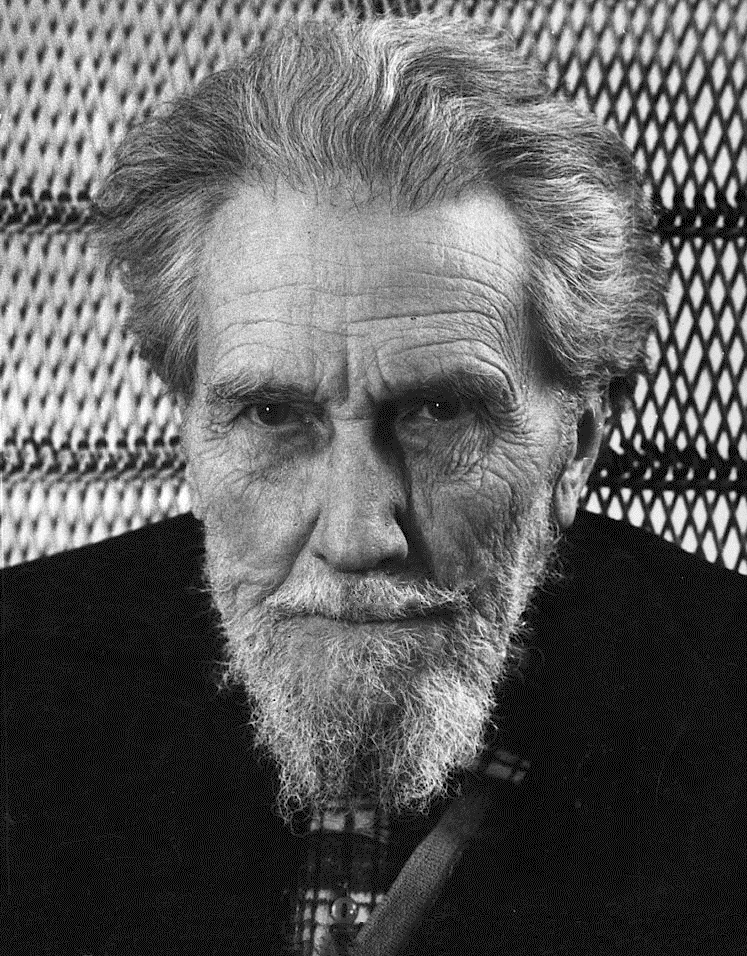
Ezra Pound in 1963

Belangrijke kenmerken van de modernistische literatuur zijn:
- een voorkeur voor drama;
- vermenging van stijlfiguren;
- een vrij grote dosis humor;
- het verdwijnen van het verhalend karakter en de traditionele verteller. In plaats daarvan komt de persona centraal te staan. Kenmerkend zijn verder het gebruik van niet-traditionele technieken (zoals de stream of consciousness in de roman en montage in de poëzie) en het hyperbewustzijn waarmee de werkelijkheid wordt geregistreerd en geïnterpreteerd..[noten 1]
- het veelvuldig verwijzen naar mythen.

In de eerder genoemde betekenis is de term modernisme – als hyperoniem voor allerlei destijds nieuwe kunstzinnige stromingen zoals het futurisme, kubisme, expressionisme, dadaïsme en surrealisme – feitelijk een  synoniem van wat ook wel de "historische avant-garde" heet. In de jaren 80 van de 20e eeuw kreeg de term modernisme binnen de literatuurwetenschap een ietwat andere betekenis. Sindsdien werd ermee verwezen naar afzonderlijke schrijvers en dichters uit de jaren 20-30 van de 20e eeuw die twijfelden aan het vermogen van de mens om de wereld te kennen en dat van de taal om de werkelijkheid te beschrijven. Zij maakten in het algemeen geen deel uit van een van de radicale bewegingen die in de traditionele zin modernistisch genoemd worden en keerden zich hier soms zelfs van af. Zo zijn James Joyce, Virginia Woolf, T.S. Eliot, Marcel Proust, André Gide, Thomas Mann en Robert Musil typisch modernistische schrijvers in de laatstgenoemde betekenis. In de Nederlandstalige letteren wordt de dichter Martinus Nijhoff tot de modernistische literatuur gerekend.
Modernistische schrijvers en dichters doen aan zelfreflectie, ook in hun creatieve werk. Ze zijn er zich van bewust dat alle waarneming en kennis afhankelijk is van het ingenomen standpunt (perspectivisme). Daarom zetten ze conventionele denkkaders op de helling en doorprikken ze graag vertrouwde gedrags- en waarnemingspatronen. Toch zijn ze nog vaak op zoek naar een nieuwe, alomvattende verklaring van de verschijnselen, naar een andere zingeving - ook al beseffen ze dat die nooit definitief zal zijn. Het postmodernisme daarentegen voelt die behoefte aan zingeving niet meer.

## In de schilderkunst

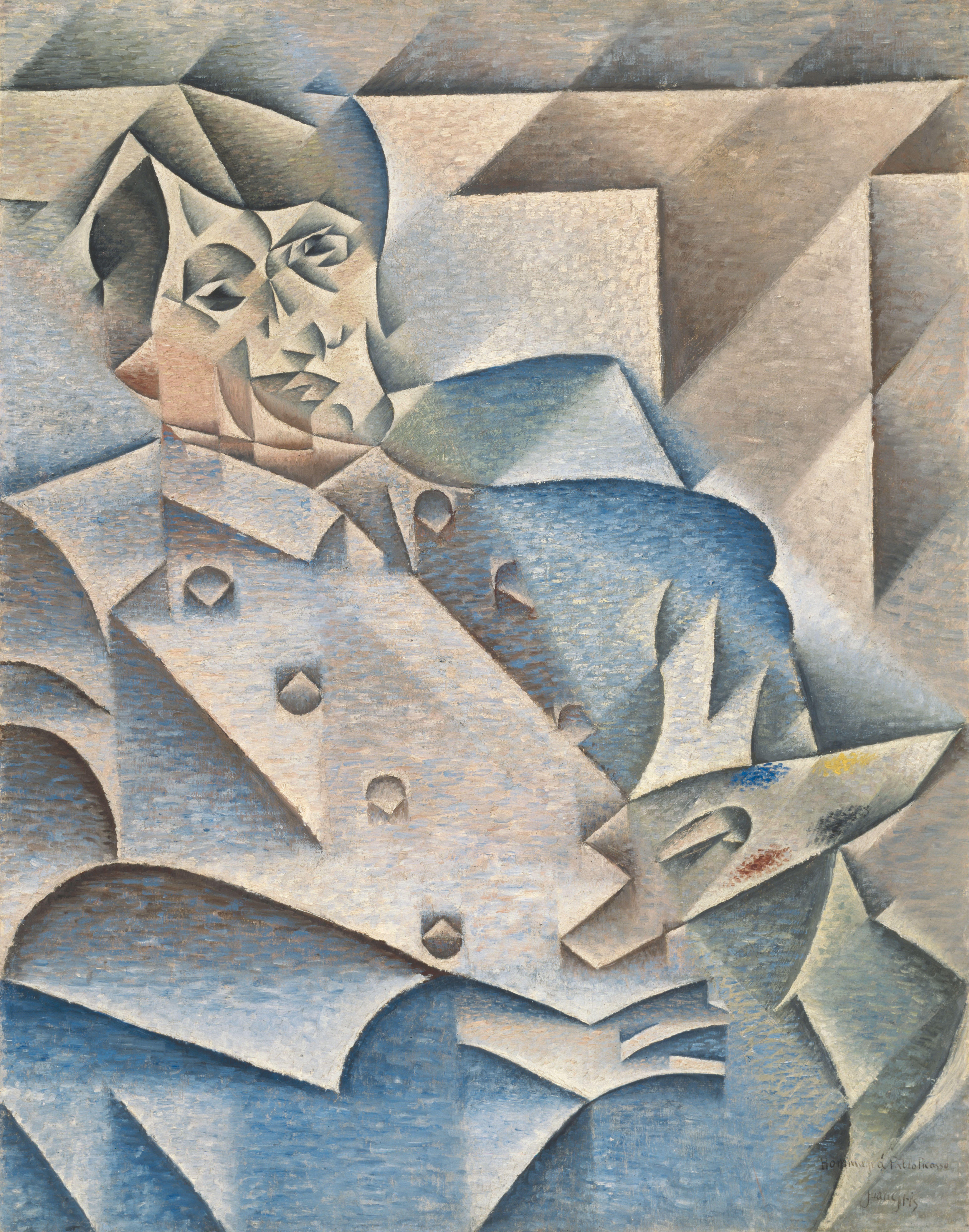
'Portret van Picasso, schilderij van Juan Gris, 1912, olieverf op doek

Is een brede avant-gardistische beweging van de eerste helft van de 20e eeuw. Men zocht antwoorden over de aard van de kunst en het leven.
Kenmerken van het modernisme zijn: experimenteel, radicaal, readymade, primitief, internationaal, expressieve waarheid, kunst en kunstnijverheid en het onderbewustzijn.

### Kunststijl
Schilderstijlen die onder het modernisme vallen zijn:
- Fauvisme
- Primitivisme
- Expressionisme
- Kubisme
- Futurisme
- Dadaïsme
- Suprematisme
- Constructivisme
- Neoplasticisme
- Surrealisme
- Spatialisme
- Abstract-expressionisme
- Sociaal-realisme

Tentoonstelling: Franse Modernisten uit de verzameling van het Musée d'Art moderne de Troyes. In: Singer Laren van 19 april tot 28 augustus 2016. Tentoonstellingscatalogus, Uitgeverij Thoth Bussum / Singer Laren, 2016. ISBN 9789068687019

## In de muziek
Net als in de schilderkunst werd er in de eerste helft van de 20e eeuw op muzikaal gebied veel onderzoek gedaan naar experimentele nieuwe vormen.
Bekende componisten die nieuwe stromingen ontwikkelden zijn Arnold Schönberg, Béla Bartók, Igor Stravinsky,  John Cage, Harry Partch en La Monte Young. Maar er zijn nog talloze anderen.
- Aleatoriek
- Dodecafonie
- Minimal music
- Microtonale muziek
- Serialisme

## In de architectuur

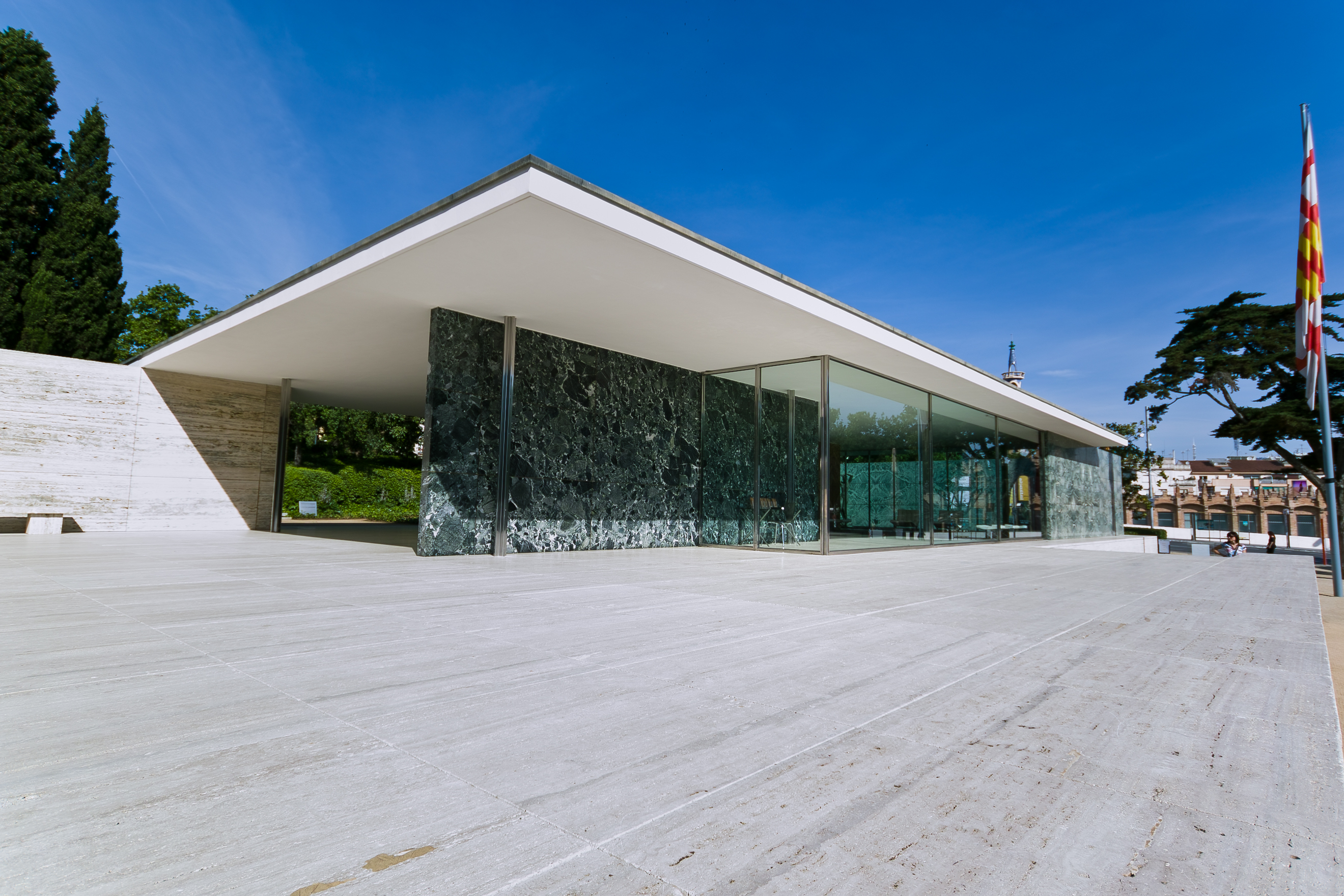
Het Barcelona-paviljoen ontworpen door Ludwig Mies van der Rohe

Modernistische stromingen in de architectuur zijn:
- Expressionisme
- Rationalisme
- Nieuwe bouwen
- Constructivisme
- Functionalisme
- Minimalisme
- Brutalisme
- Streamline Design
- Pakketbootstijl